# مارك هاميلتون (لاعب كرة قاعدة)
مارك هاميلتون (بالإنجليزية: Mark Hamilton)‏ هو لاعب كرة قاعدة أمريكي، ولد في 29 يوليو 1984 في بالتيمور في الولايات المتحدة.

## وصلات خارجية
- مارك هاميلتون على موقع دوري كرة القاعدة الرئيسي (الإنجليزية)
- مارك هاميلتون على موقعبيزبول رفرنس.كوم (الدوري الرئيسي) (الإنجليزية)
- مارك هاميلتون على موقعبيزبول رفرنس.كوم (الدوري الثانوي) (الإنجليزية)
- مارك هاميلتون على موقع إي إس بي إن.كوم (أم.أل.بي) (الإنجليزية)
- مارك هاميلتون على موقع مشجعي الرسوم البيانية (الإنجليزية)